# Shinji Sarusawa
Shinji Sarusawa (født 9. juni 1969) er en tidligere japansk fodboldspiller og træner.
Han har spillet for flere forskellige klubber i sin karriere, herunder Kagawa Shiun.
Han har tidligere trænet Renofa Yamaguchi FC.